# Ken Wharton
Frederick Charles Kenneth (Ken) Wharton (Smethwick, 21 maart 1916 - Ardmore Circuit, vlak bij Auckland, Nieuw-Zeeland, 12 januari 1957) was een Brits autocoureur. Hij nam tussen 1952 en 1955 deel aan 16 Grands Prix Formule 1 voor de teams Frazer-Nash, Cooper, BRM en Vanwall en scoorde hierin drie WK-punten. Hij overleed terwijl hij in een Ferrari Monza reed op het Ardmore Circuit.